# 後藤哲
後藤 哲（ごとう さとし、5月2日 - ）は、日本の男性声優。三重県出身。

## 人物
以前は81プロデュースに所属していた。
趣味・特技はCHAGE and ASKAの物真似。

## 出演

### テレビアニメ
2004年
- ファンタジックチルドレン（2004年 - 2005年、職員D、部下A、施設の職員、セス）
- モンキーターンV（客）

2005年
- ふしぎ星の☆ふたご姫（町の人）

2006年
- きらりん☆レボリューション（コンサートDJ、イケメン、番レギ、審判 他）
- 銀魂（虫オタク）
- ぜんまいざむらい（眼鏡屋店主、町人、うどん屋、赤ちゃんのパパ）
- D.Gray-man（クラック）
- MAJOR シリーズ（2006年 - 2007年、矢尾板、原田） - 2シリーズ

### OVA
2004年
- トップをねらえ2!（アナウンス男）

### ゲーム
2004年
- コロッケ!Great 時空の冒険者（バンバンジー）

### ドラマCD
2006年
- 熱風海陸ブシロード『ミツルギの章』（兵士）

### その他
2004年
- デジタルコミックDVD 『GET LOVE!!〜フィールドの王子さま〜』（加持完、穂高亮）